# 鈴木善照
鈴木 善照（すずき よしてる、1909年10月8日 - 1993年8月18日）は、日本の経営者、工学博士。同和鉱業社長を務めた。千葉県出身。

## 経歴・人物
1936年に東京帝国大学工学部採鉱科を卒業し、同年に同和鉱業に入社。1960年11月に取締役に就任し、1963年5月に常務を経て、1971年に副社長に就任し、1973年5月には社長に昇格。1977年6月には会長を経て、1981年6月には相談役に退いた。
1969年に藍綬褒章を受章し、1975年6月にフランス・オルドレ・ナショナル・ドゥメリット勲章を受章し、1982年4月に勲二等旭日重光章を受章。
1993年8月18日肝不全と腎不全のために死去。83歳没。